# William Kirby (entomolog)
William Kirby (ur. 19 września 1759 w Witnesham, zm. 4 lipca 1850) – angielski entomolog, duchowny anglikański, członek Royal Society i jeden z pierwszych członków Towarzystwa Linneuszowskiego w Londynie. Uważany jest za „ojca entomologii”.

## Życiorys
Był wnukiem topografa z Suffolku, Johna Kirby’ego (autora Suffolk Traveller) i siostrzeńcem artysty-topografa Johna Kirby’ego (przyjaciela Thomasa Gainsborougha).
Urodzony w Witnesham, hrabstwie Suffolk, studiował w Ipswich School, a następnie w Caius College w Cambridge, który ukończył w 1781. Po przyjęciu święceń kapłańskich w 1782, większość życia spędził w plebanii, w odizolowanej angielskiej wsi Barham, w Suffolk.
Do nauki historii naturalnej zachęcił go dr Nicholas Gwynn, który zapoznał Kirby’ego z Jamesem Edwardem Smithem w Ipswich w 1791. Jego pierwszym referatem był Three New Species of Hirudo ("Trzy nowe gatunki Hirudo") z 7 maja 1793.
Pierwszym ważnym dziełem była Monographia Apum Angliae (Monografia pszczół w Anglii) z 1802. Była to pierwsza naukowa rozprawa o pszczołach angielskich, przyniosła też swemu twórcy uznanie wśród czołowych brytyjskich i zagranicznych entomologów. Wkrótce Kirby utrzymywał stałą korespondencję z naukowcami takimi jak Alexander MacLeay, Walkenaer, Johan Christian Fabricius i Adam Afzelius.
W 1808 rozpoczął pracę nad swoją słynną książką Introduction to Entomology (Wprowadzenie do entomologii). Było to spowodowane przyjaźnią zawartą w 1805 między nim a Williamem Spencem i efektem była czterotomowa publikacja wydana w latach 1815–1826.

## Publikacje
- W. Kirby, Monographia Apum Angliae (1802)
- W. Kirby and W. Spence, Introduction to Entomology (1815-1826)
- W. Kirby, The History, Habits and Instincts of Animals (1835)
- A century of insects, including several new genera described from his cabinet. Trans. Linn. Soc. Lond. 12: 375-453 (1818)
- A description of several new species of insects collected in New Holland by Robert Brown, Esq. Trans. Linn. Soc. Lond. 12: 454-482 (1818)
- A description of some coleopterous insects in the collection of the Rev. F.W. Hope, F.L.S. Zoological Journal 3: 520-525 (1828)